# Mirufens scabricostatus
Mirufens scabricostatus är en stekelart som beskrevs av Lin 1993. Mirufens scabricostatus ingår i släktet Mirufens och familjen hårstrimsteklar. Inga underarter finns listade i Catalogue of Life.